# Thrixopelma
Thrixopelma là một chi nhện trong họ Theraphosidae.

## Các loài
Chi này gồm các loài:
- Thrixopelma cyaneolum Schmidt, Friebolin & Friebolin, 2005
- Thrixopelma lagunas Schmidt & Rudloff, 2010
- Thrixopelma ockerti Schmidt, 1994
- Thrixopelma pruriens Schmidt, 1998